# Franciscus Waterreus
Franciscus Martinus Johannes "Frans" Waterreus (19 de novembro de 1902 — 11 de dezembro de 1962) foi um ciclista holandês, que participava em competições de ciclismo de pista.
Competiu defendendo os Países Baixos nos Jogos Olímpicos de 1924 em Paris, onde terminou em sétimo na perseguição por equipes de 4 km.